# Svenska kyrkans bekännelseskrifter
Ej att förväxla med Svenska kyrkans grundläggande dokument. Se förklaring nedan.
Svenska Kyrkans Bekännelseskrifter (förkortas SKB) är titeln på en inofficiell och privat översättning av de tyska lutherska kyrkornas Liber concordiae, det vill säga ’enhetsböcker’ (på svenska oftast kallad Konkordieboken), som gjordes av ledande svenska teologer och utgavs av Samfundet Pro Fide et Christianismo 1944 efter 1930 års tyska ”Urtext”-utgåva av Liber concordiæs latinska text från 1580.
I Svenska kyrkans regelverk, Kyrkoordningen, används inte benämningen Svenska kyrkans bekännelseskrifter, även om de skrifter som ingår i SKB omtalas i Kyrkoordningen. SKB innehåller ett antal förord som aldrig har antagits av Svenska kyrkan. Många av Svenska kyrkans grundläggande dokument som antagits finns inte i SKB.
SKB innehåller visserligen Uppsala mötes beslut, ett av Svenska kyrkans särdokument, men placerar detta sist, efter de tyska bekännelseskrifterna. Konkordieboken erkändes som ”förklaring” till Augsburgska bekännelsen från 1530, först i förmyndarregeringens Placat angående Religions-väsendet (1663) och sedan genom Karl XI:s och enväldets Kyrkio-Lag och Ordning (1686 och 1687).

## Innehåll
SKB innehåller följande dokument:
1. De tre gammalkyrkliga trosbekännelserna:
  - den apostoliska (västlig, 200–400),
  - den nicenska (östlig, antagen vid första konciliet i Konstantinopel år 381) och
  - den athanasianska (Spanien, Frankrike, Tyskland 400–700, antagen i Frankfurt 795).
2. Den oförändrade Augsburgska bekännelsen 1530
3. Den Augsburgska bekännelsens apologi 1530
4. De Schmalkaldiska artiklarna 1537 (ej antagna vid mötet i Schmalkalden)
5. Om påvens makt och överhöghet 1537
6. Martin Luthers lilla katekes 1528
7. Martin Luthers stora katekes 1528
8. Bergischer Buch 1577 (förstadiet till Konkordieformeln) och Konkordieformeln 1579
9. Uppsala mötes beslut 1593 (i avskrift)